# Oglesby (Texas)
Oglesby é uma cidade localizada no estado norte-americano de Texas, no Condado de Coryell.

## Demografia
Segundo o censo norte-americano de 2000, a sua população era de 458 habitantes.
Em 2006, foi estimada uma população de 424, um decréscimo de 34 (-7.4%).

## Geografia
De acordo com o United States Census Bureau tem uma área de
1,3 km², dos quais 1,3 km² cobertos por terra e 0,0 km² cobertos por água. Oglesby localiza-se a aproximadamente 219 m acima do nível do mar.

## Localidades na vizinhança
O diagrama seguinte representa as localidades num raio de 24 km ao redor de Oglesby.